# Párbajtőr (vívás)

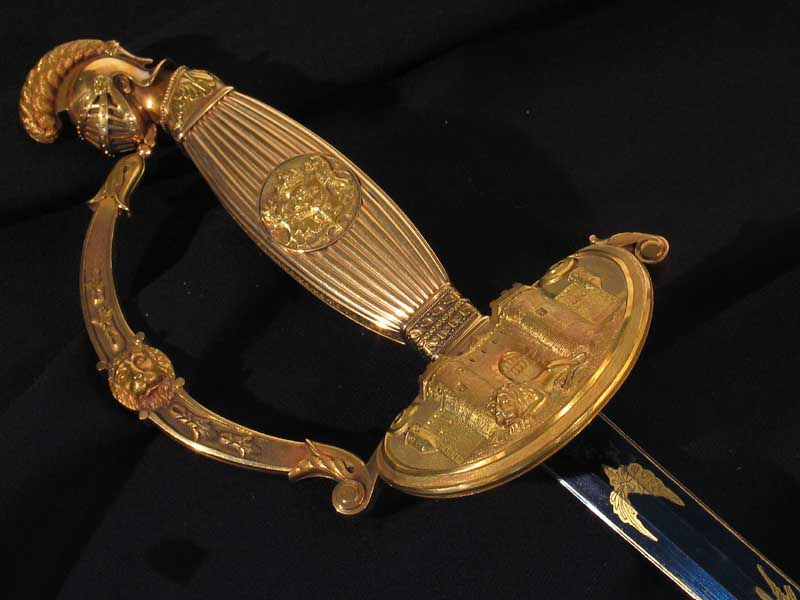
Chassé tábornok arany nyelű párbajtőre 1830-ból

A párbajtőr (/ˈɛpeɪ, ˈeɪ-/, franciául: [epe]; szó szerint "kard"), amelyet angolul epee-nek is adnak, a legnagyobb és legnehezebb a vívássportban használt három fegyver közül. A modern épée a 19. századi épée de combat-ből származik, egy fegyver, amely maga is a francia kiskardból származik.
Szúrófegyverként a párbajtőr hasonló a tőrhöz (ellentétben egy karddal, amellyel vágni és szúrni is lehet). Merevebb a pengéje, mint a tőrnek. Háromszög keresztmetszetű, V-alakú horonnyal, amelyet fullernek neveznek. A párbajtőr nagyobb kosárral is rendelkezik, amelyet a felhasználó karjának védelmére terveztek. A nagyobb kosár  és penge mellett a párbajtőr többet nyom, mint a tőr és a kard. A felhasználási technikák eltérőek, mivel nincsenek szabályok az elsőbbségre és az elsőbbségre vonatkozóan. Így az azonnali ellentámadások a párbajtőrvívás általános jellemzői. Az egész test egy érvényes célterület.
A párbajtőr a tőrhöz hasonló méretű, ám annál nehezebb fegyver. Kosara, mivel az egész testfelület (beleértve a karokat és a fejet) is találati felület, nagyobb, mint a tőré. A penge végén szintén rugós vég található, ami 750 g-nál nagyobb nyomás esetén találatot jelez (a 750 g-ot még ki kell nyomnia a penge hegyének). Mivel nem kell elnyerni a „támadás jogát”, létezik együttes találat, amennyiben az 1/25 másodpercen belül történik. A találatokat már 1933 óta találatjelző géppel számolják, amelyet a budapesti Európa-bajnokságon használtak először. Ellentétben a karddal, ebben a fegyvernemben mi választhatjuk ki a markolat típusát. A két fő markolat a belga- és a francia típus.